# La Domenica
La Domenica è un periodico italiano pubblicato dal 1996 dalle Edizioni San Paolo.

## Storia della rivista
La Domenica  (con sottotitolo sul Web “Il foglietto della Messa”) è nato nel 1996 ed è edito dalle Edizioni San Paolo come periodico destinato alla distribuzione nei luoghi di culto cattolico di lingua italiana; è tuttora presente in moltissime chiese. In alcuni casi sussidi analoghi vengono prodotti in proprio dalle singole parrocchie, ma in Italia La Domenica è la più diffusa pubblicazione di questo tipo.

## Formato e periodicità
Il formato del periodico è 24×17 cm ed è stampato a colori. Si tratta di un fascicolo non pinzato di 64 pagine che comprende 16 domeniche, solennità di precetto o, più raramente, ricorrenze importanti nell'anno liturgico del Rito Romano, benché non di precetto (Mercoledì delle Ceneri, Sacro Triduo Pasquale e Commemorazione di tutti i fedeli defunti), ad ognuna delle quali sono quindi dedicate quattro pagine. Le pagine sono stampate in modo che quelle dedicate alla stessa festività si trovino sullo stesso foglio. Il fascicolo viene suddiviso a cura degli interessati in modo da fornire ai fedeli che intervengono alle celebrazioni il foglietto ripiegato in due (ovvero di quattro pagine) relativo alla domenica o alla festività del giorno. Il periodico viene stampato con cadenza che varia in base al numero delle festività cattoliche infrasettimanali che cadono tra una uscita e quella successiva.  

## Contenuti
La pubblicazione contiene la Liturgia del giorno (orazioni, letture, proposta per la preghiera dei fedeli, guida per la scelta del prefazio – quando è variabile – e dei canti, etc.) ed alcune parti dell’Ordo Missae, come i riti d’introduzione, il Credo ed il Padre nostro; contiene inoltre brevi articoli e suggerimenti di dottrina o storia cattolica. Al termine della celebrazione può in genere essere portato gratuitamente a casa dei fedeli. I testi biblici riportati nella rivista vengono forniti dalla Libreria Editrice Vaticana, quelli liturgici dalla Fondazione di Religione SS. Francesco da Assisi e Caterina da Siena.
Una versione on-line degli estratti della rivista relativi alle singole domeniche o festività è scaricabile da Internet dal sito dell’editore, che contiene anche la serie storica della pubblicazione a partire dal 1997.
Il foglietto La Domenica è stato rigraficato a partire dalla I Domenica di Avvento del 2019 (ossia dall'inizio dell'anno liturgico 2019-2020).

## In altre lingue
Un analogo periodico in lingua portoghese, sempre curato dalla Società San Paolo, si chiama O Domingo e viene pubblicato dalla casa editrice brasiliana Paulus.
In lingua spagnola la  Società San Paolo pubblica invece El Domingo, in formato cartaceo o scaricabile dal Web. In questo caso l'editore è Editorial San Pablo di Buenos Aires (Argentina).